# Великая Украина

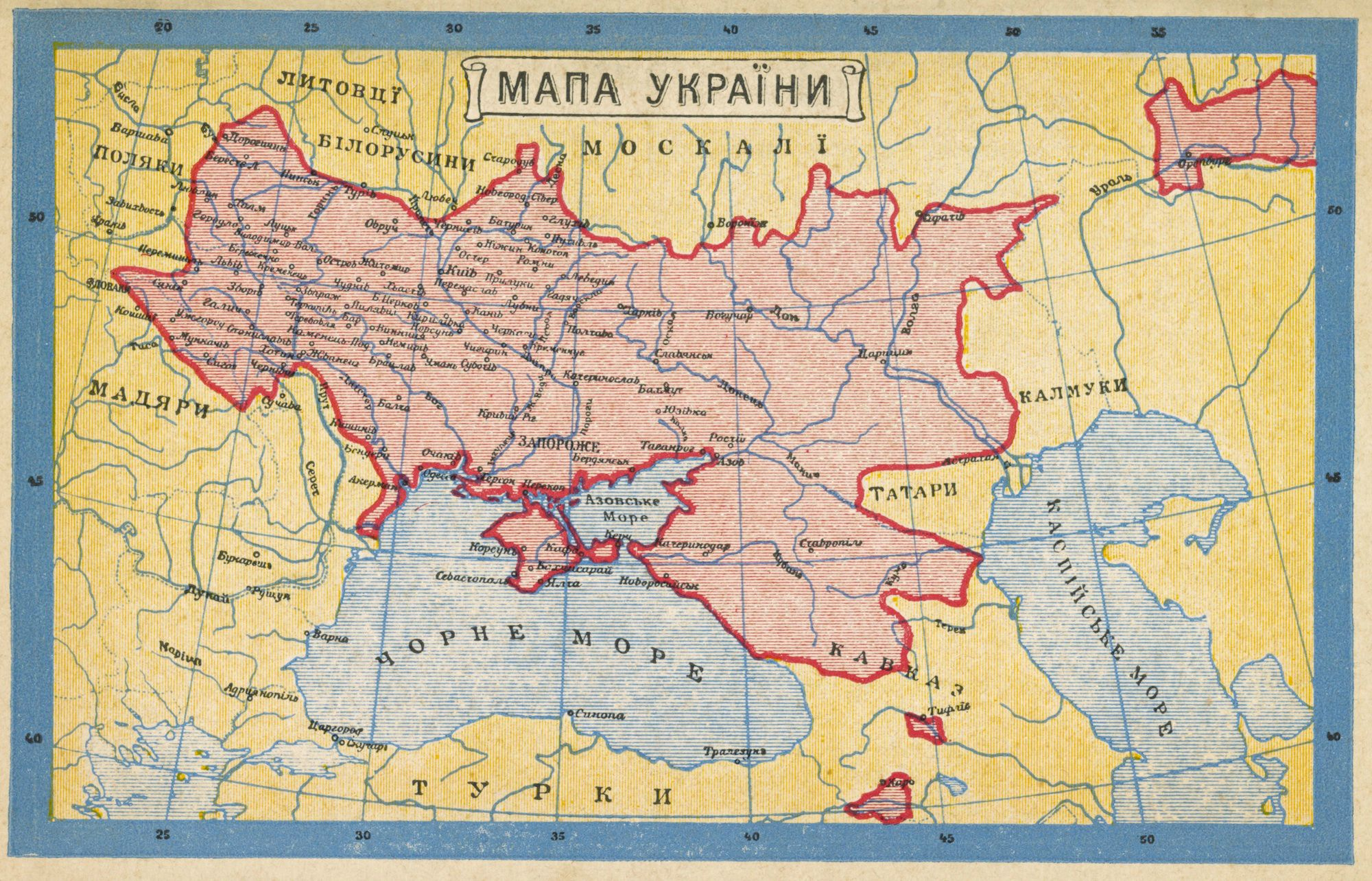
Карта расселения украинцев в Европе с открытки, изданной в 1919 году. Является одним из вариантов территории Великой Украины

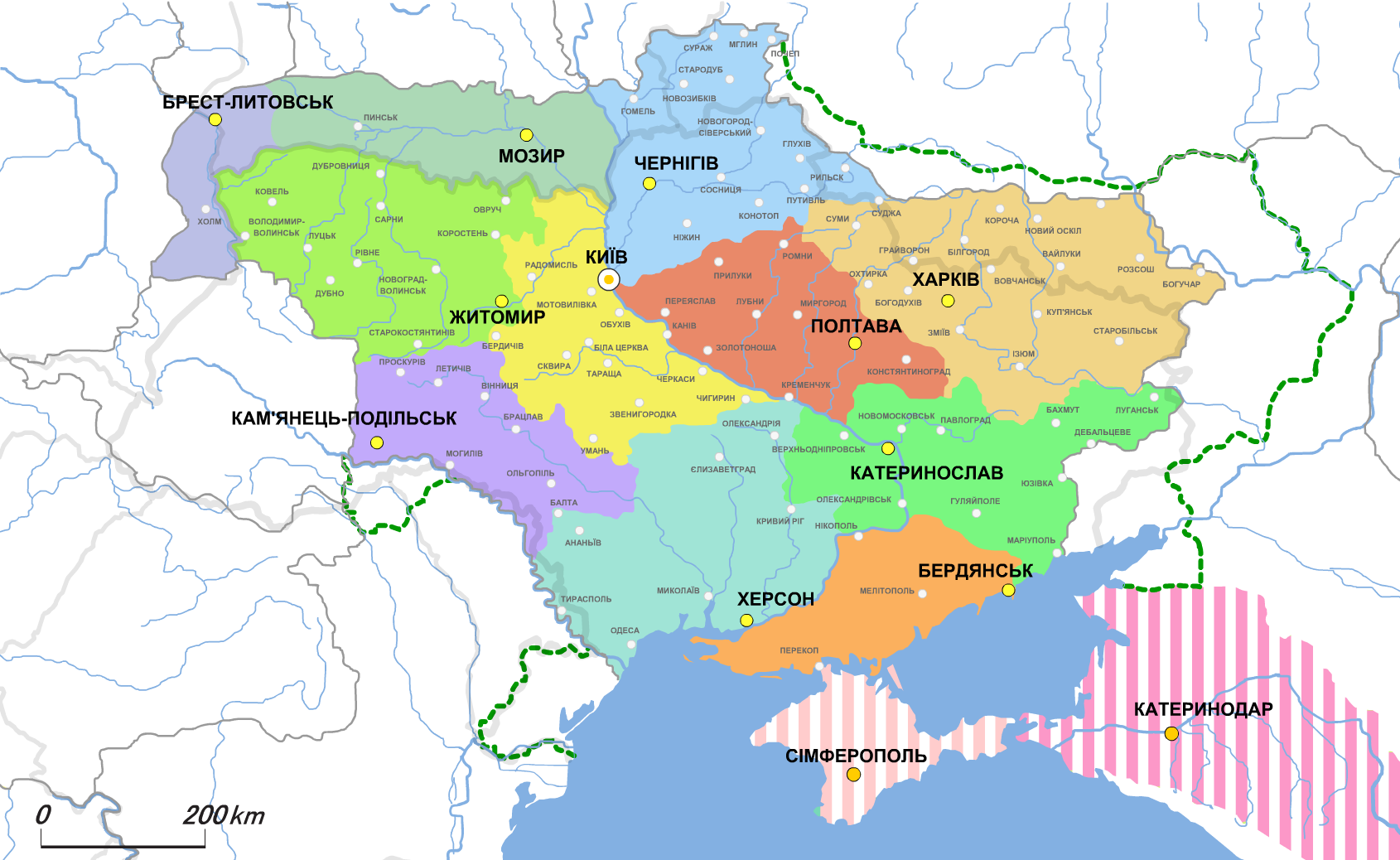
Административно-территориальное деление Украинского Государства. Зелёная пунктирная линия — территориальные претензии по украинскому населению на этих землях

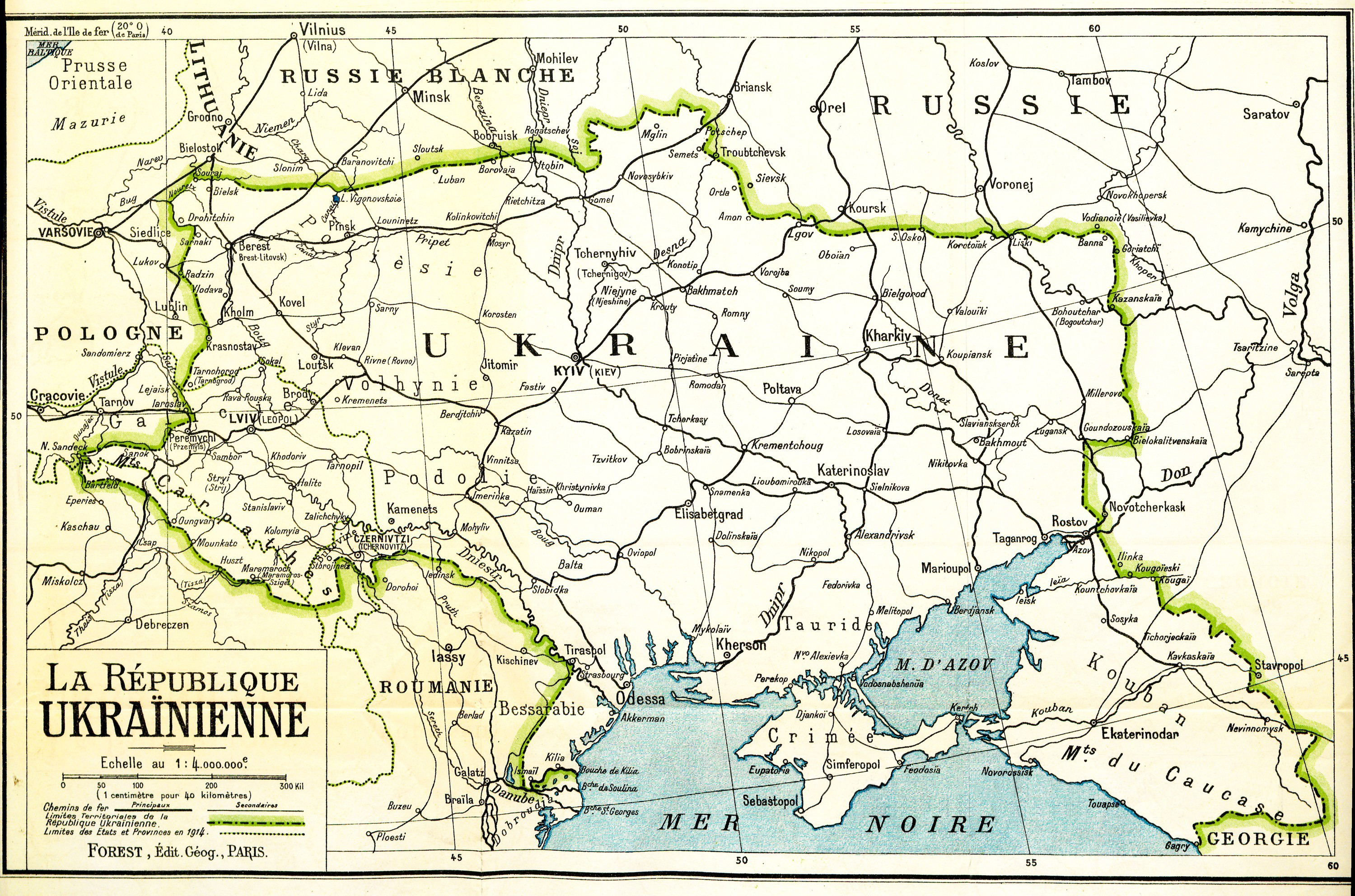
Границы Украины, заявленные делегацией УНР на Парижской мирной конференции (1919—1920)

Вели́кая Украи́на (укр. Велика Україна) — политическая концепция идеальной Украины будущего украинского историка начала XX века Михаила Грушевского, описанная им в 1918 году. М. Грушевский писал, что, отделившись от Российской Империи, украинцы получили возможность творить не только «свободную и независимую Украину», но и «Украину Великую», великую не территорией, или богатством, или господством над другими, а прежде всего, «социально-моральными ценностями», воплощением которых должны были быть «высокая» наука, культура, искусство. В его представлении, Великая Украина должна была стать «палладиумом демократических вольностей» и «ареной национального согласия». Вместе с украинцами в ней, имея права автономии, свободно жили бы другие национальности.